# Чунишине
Чуни́шине — селище Покровської міської громади Покровського району Донецької області, в Україні. У селищі мешкає 114 осіб.

## Загальні відомості
Відстань до райцентру становить близько 7 км і проходить автошляхом міжнародного значення М04E50.
Землі села на заході межують із територією смт Шевченко та на півночі з містом Покровськ (мікрорайони Лазурний, Сонячний, Зеленівка) Покровської міської громади Донецької області.
Через селище проходить залізниця, на якій розташована однойменна станція.

## Населення
За даними перепису 2001 року населення селища становило 114 осіб, із них 94,74 % зазначили рідною мову українську та 4,39 % — російську.